# Il fantasma dell'opera (película de 1998)
Il fantasma dell'opera es una película de Dario Argento, una adaptación cinematográfica de la novela El fantasma de la ópera de Gastón Leroux. 

## Argumento
En esta adaptación de El Fantasma de la Ópera, el Fantasma no es como en el libro original y las adaptaciones anteriores, un sujeto desfigurado, sino más bien es un tipo apuesto pero perturbado, como se aprecia en que no usa máscara, que abandonado de bebé en las alcantarillas es criado por las ratas, pero en el resto de detalles es correcta en lo medular; la extraña fascinación de Christine por este genio musical, y aquí también su entrega sexual a él, y luego la desgarradora lucha entre su amor por el fantasma y el aprecio que siente por el vizconde Raoul de Chagny.
Esta versión es también más cruda que las demás, puesto que las escenas de sexo entre el fantasma y Christine, las muertes brutales, la extraña zoofilia con ratas del fantasma y la seducción erótica de Christine al vizconde Raoul de Chagny, son muy explícitas, pero también la convierte en una película visualmente muy atractiva.

## Reparto
- Julian Sands como El Fantasma.
- Asia Argento como Christine Daaé.
- Andrea Di Stefano como Baron Raoul De Chagny.
- Nadia Rinaldi como Carlotta Altieri.
- Coralina Cataldi-Tassoni como Honorine.
- István Bubik como Ignace.
- Lucia Guzzardi como Madame Giry.
- Aldo Massasso como Pourdieu.
- Zoltan Barabas como Poligny.
- Gianni Franco como Montluc.
- David D'Ingeo como Alfred.
- Kitty Kéri como Paulette.